# ブラウネル・カッツ数
ブラウネル・カッツ数（ブラウネル・カッツすう）とは、流体力学で用いられる無次元数の1つである。以下の公式で求められる。
{\displaystyle BK=BoCa_{1}}
ただし、{\displaystyle BK}はブラウネル・カッツ数、{\displaystyle Bo}はエトベス数、{\displaystyle Ca_{1}}は第一キャピラリ数である。ブラウネル・カッツ数は流体における重力と粘性力の関係を把握するのに役立つ。